# Sesto di Forcamelone
Il Sesto di Forcamelone è un'unità territoriale del comune di Leonessa, il quale era originariamente diviso in "Sesti".
Per "sesto" ci si può riferire al termine più noto di "contrada", sebbene non sia esattamente la stessa cosa.

## Storia
Il castello di Forca Melone (più tardi Forcamelone) è uno più antichi della zona. Il primo documento scritto in cui compare questo nome risale all'anno 856: si tratta di una bolla di Benedetto III nella quale si definiscono i confini della Diocesi Ternana. In questo documento è citata la "Plebs de Furca Maelonis cum suis cappellis". Quest'ultima molto probabilmente doveva essere la "Ecclesia Santi Maximi in Furca Melonis, citata in un documento successivo (1116) con il quale Enrico di Rodolfo e la sua famiglia, la donava all'abbazia di Farfa.
Il castello fu completamente ristrutturato nel 1149, a seguito dell'occupazione normanna del territorio da parte di re Ruggero D'Altavilla.  Nel 1187 Forca Melone era inserito nella Signoria di Labro. Nel 1225 Forca Melone si rifiutò di riconoscere l'autorità temporale della Chiesa. Per questo fu assediato e incendiato dalle truppe del Cardinal Colonna, nominato rettore del Ducato di Spoleto.ii In seguito a ciò molti abitanti si trasferirono nel vicino castello di Fuscello. Nel 1239 Forca Melone denominato Furcameluni, fece atto di sottomissione a Spoleto.
Con la fondazione di Gonessa-Leonessa (1278) molti degli abitanti del castello confluirono nella nuova e più sicura roccaforte. Con la suddivisione in Sesti del territorio di Leonessa (primo quarto del 1300), uno dei Sesti prese il nome di Forcamelone e comprendeva i nuclei e i territori dei castelli di Camporsentino e Fuscello. A questo Sesto, tra il '400 e il '500, saranno aggregate tutti i Villaggi (Ville) del Piano Occidentale. Tutti i forestieri che giungevano a Leonessa erano automaticamente iscritti al Sesto di Forcamelone. Ogni anno il capofamiglia del Sesto eleggevano il Priore e 12 Massari, che li rappresentavano nel Governo dell'Università di Leonessa.
Il sesto, ben radicato nel diritto consuetudinario locale, fu allo stesso tempo suddivisione di territorio ed organo amministrativo ed ebbe una precisa funzione politica e sociale. Basti pensare che i sei Priori del reggimento erano scelti uno per sesto così come i membri del gran consiglio ed i massari del popolo, altre cariche rappresentative della città. Ogni sesto ebbe in Leonessa, insieme al governo centrale rappresentativo, la sua universitas autonoma, la sua Chiesa, il suo Santo protettore ed il suo Sacerdote. Anche gli immigrati, per poter godere pienamente dei diritti di cittadinanza dovevano essere aggregati ad uno dei sesti, quello di Forcamelone.

## Descrizione

### Il Castello
Una tradizione locale attendibile colloca questo nucleo fortificato lungo la strada antica per il Valico del Fuscello, su di un'altura (1105
m), sulla sinistra, sotto la cresta Nord- Nord Ovest del “Colle di Forca” di Monte Tilia, ad un paio di km dal Valico stesso. In effetti in questo sito trovano alcune antiche vestigia: sulla sommità vi è una motta aguzza (collina artificiale eretta con il terreno di risulta proveniente dallo scavo del fossato che circonda l'altura stessa, di forma solitamente circolare o ellittica), cinta da un fossato, sormontata dai resti dei muri
perimetrali di una torre rettangolare di circa 3 m x 4 (la rocca). 
Il terreno adiacente è completamente ricoperto dalle macerie di quelle che dovevano essere le mura difensive della rocca, all'altezza del
grande traliccio, vergognosamente anche in questo caso – vedi i castelli di Narnate e Fuscello - collocato sopra i ruderi. Ai piedi
della motta verso Est, oltre il fossato, sono situati i resti, quasi completamente interrati, dell'abitato, indicati nella Carta
IGM come “Borgo Mataloni”. Il nucleo, in base all'estensione dei ruderi, doveva avere una dimensione di almeno un paio di ettari.
L'ubicazione del castello esattamente in questo sito è indicata ne i “Confini de Monti e del Piano”, riportati nel II Libro del Ciucci. I resti vennero definitivamente distrutti dal terremoto del 2 febbraio 1703.
Dal 1997, data d'inizio della rievocazione storica del Palio del Velluto, le frazioni che compongono il Sesto si sono organizzate in "comitato" per far fronte alle necessità della rappresentazione storica, ossia per il corteo storico, per le gare e l'apertura delle taverne. 
Fu il primo Sesto di Leonessa ad avere nel corteo storico, un gruppo di Tamburini.
Il Sesto di Forcamelone sorge ad Ovest del territorio del Comune di Leonessa e confina a Sud con il sesto di Corno, ad Est con il sesto di Torre.
Nel suo comprensorio sono ubicate le seguenti frazioni:
Casale dei Frati, Villa Alesse, Villa Berti, Villa Bigioni, Villa Bradde, Villa Carmine, Villa Ciavatta, Villa Climinti, Villa Colapietro, Villa Cordisco, Villa Gizzi, Villa Lucci, Villa Massi, Villa Pulcini, Villa Zunna.

### Lo stemma del Sesto
Lo stemma di Forcamelone si trova scolpito sull'architrave di un'abitazione privata a Villa Lucci e su quello che doveva essere il portale della chiesa di San Massimo, ricollocato nella facciata posteriore del Santuario di San Giuseppe da Leonessa, in Via Mastrozzi. Raffigura la rocca e il mastio dell'antico castello entrambi tondeggianti. La rocca poggia su di un basamento anch'esso tondeggiante, con una porta ad arco a tutto sesto, difesa da un camminamento di ronda e mura con merli ghibellini, dello stesso stile sono i merli della torre che sormonta la rocca. Secondo una regola araldica, gli stemmi con vedute di mura o castelli simboleggiano l'indipendenza del castello.

### La taverna (aperta durante il Palio del Velluto di Leonessa)
Da sempre, durante i festeggiamenti del Palio del Velluto di Leonessa, il direttivo del sesto di Forcamelone si è dato parecchio da fare per ricostruire quella che era l'atmosfera rinascimentale delle taverne Leonessane. La ricerca dei luoghi, dell'esclusiva illuminazione a candele, dell'uso di stoviglie di legno/terracotta, insieme ai ricercatissimi menù dell'epoca, fanno della taverna di Forcamelone il vanto del Comune di Leonessa, accogliendo le migliaia di turisti in visita durante l'ultimo week end di giugno.

### Il gruppo musici del Sesto di Forcamelone
Fu il primo gruppo musici in tutto il Palio del Velluto, sin dal 1999. Il gruppo musici comprende il gruppo Tamburini, ed il gruppo Chiarine. La meticolosità della ricerca storica negli strumenti, è motivo di orgoglio del Sesto. I tamburi utilizzati infatti sono esclusivamente costruiti con materiali naturali (legno, corda, pelle di capra essiccata, budello), grazie all'attenzione meticolosa che il sesto rivolge ai propri dettagli del corteo. Le decorazioni sono dipinte a mano su ogni tamburo.
L'obbiettivo del gruppo, più che eseguire ritmi moderni ed anacronistici, è quello di rendere l'atmosfera più simile possibile a quella di un tempo, dove di sicuro i tamburini non facevano "spettacolo", ma accompagnavano l'esercito in guerra.
Le pelli di capra hanno un suono più cupo ed idoneo alla rievocazione storica, esse vengono trattate periodicamente con latte vaccino o caprino per mantenere l'elasticità.
Le divise del gruppo musici sono state assemblate a mano da una sartoria specializzata in rievocazioni storiche. Anche i finimenti, gli stendardi e le decorazioni, sono realizzati esclusivamente a mano.
Il gruppo musici, partecipa a numerose rievocazioni storiche del centro Italia, sia come ospite che come concorrente per gare riservate
Dall'Agosto 2023, il gruppo musici si è gemellato con il Gruppo Tamburini di Stroncone

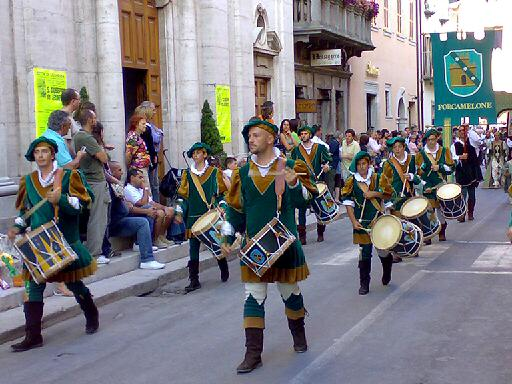
Tamburini del sesto, formazione 2007
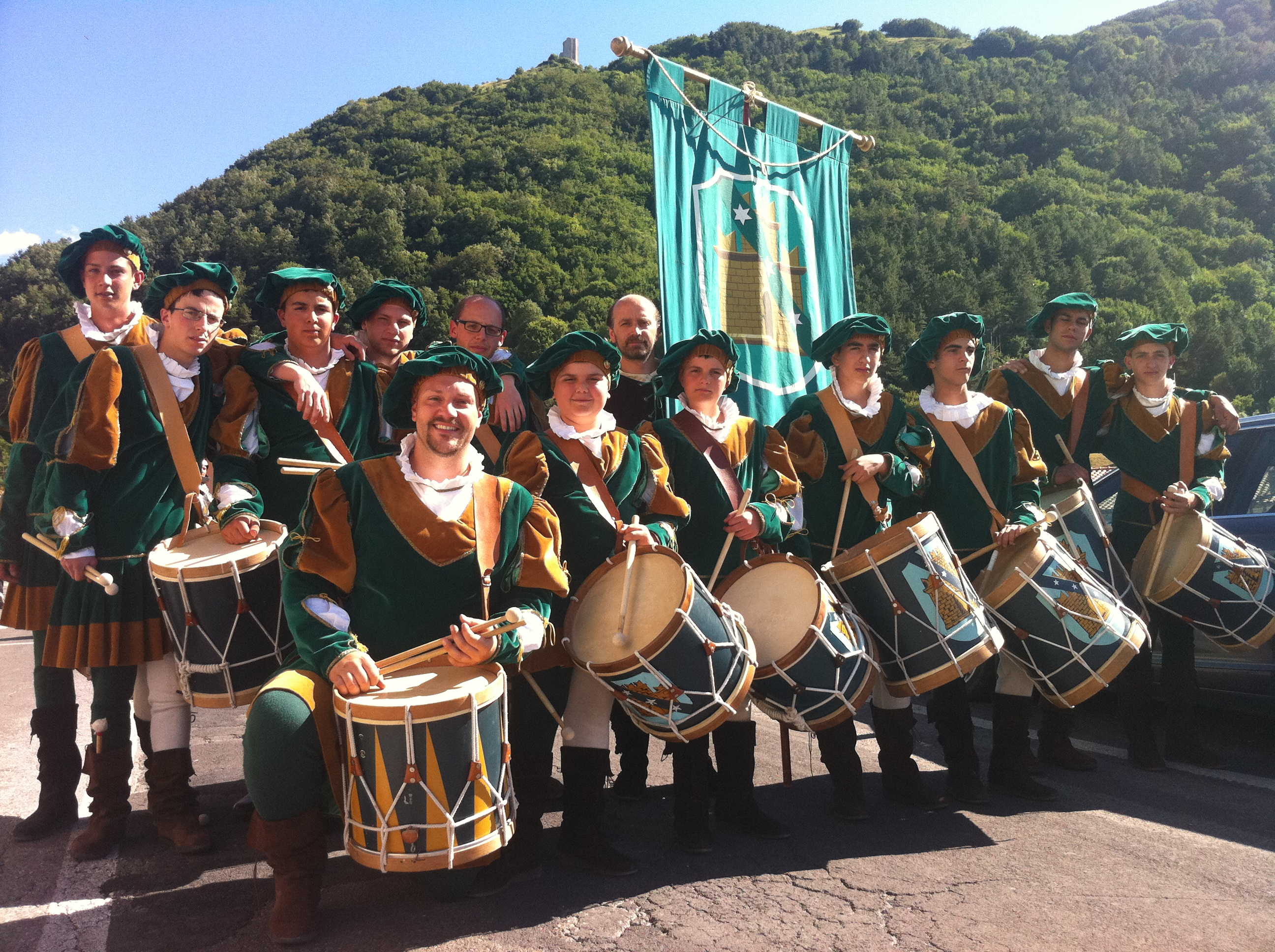
Tamburini del sesto, formazione 2011
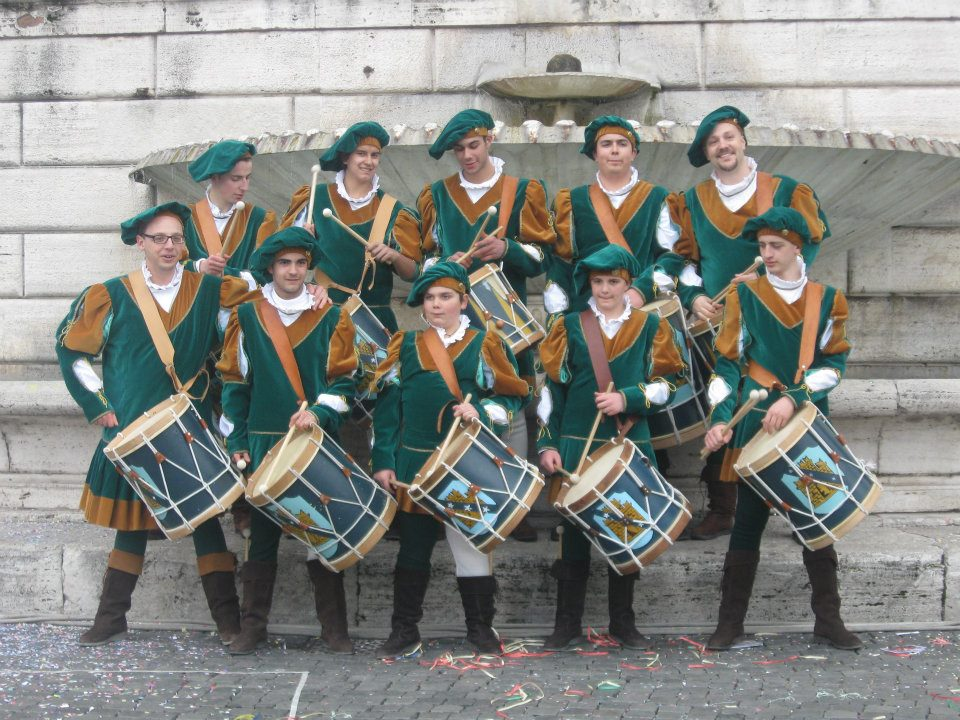
Tamburini del sesto, formazione 2012
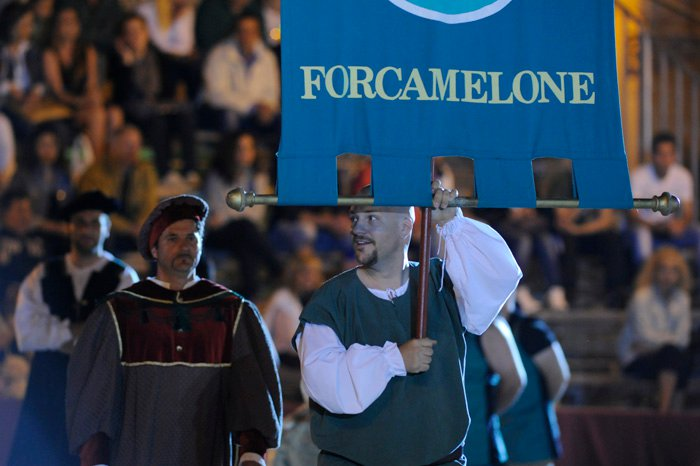
Priore del Sesto di Forcamelone, assieme al gonfaloniere
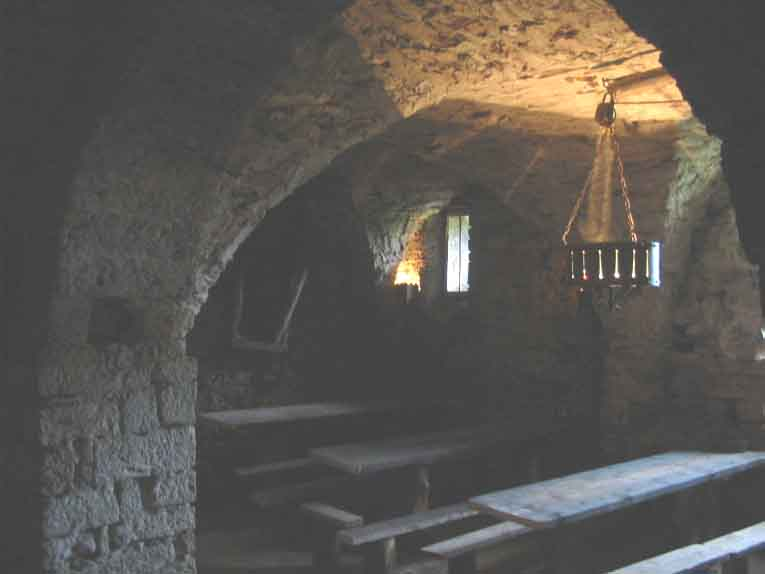
Taverna del Sesto di Forcamelone
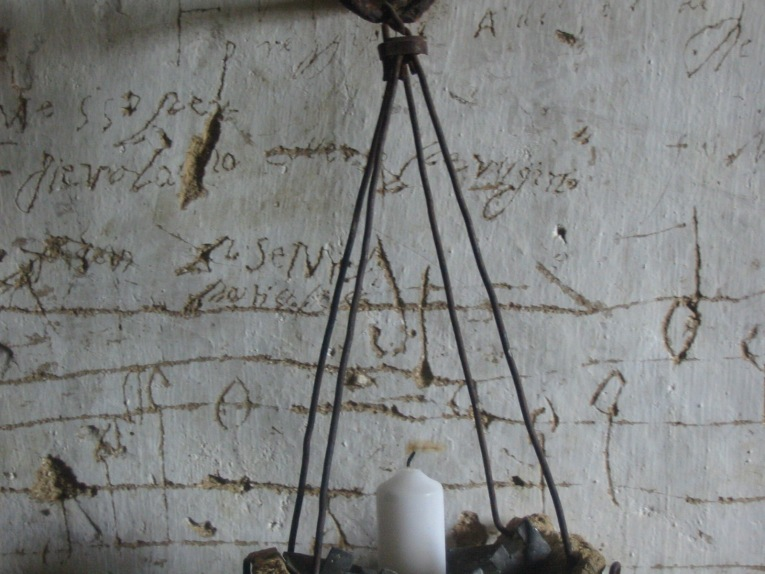
Pentagramma inciso da sconosciuto, sito nella Taverna del Sesto di Forcamelone
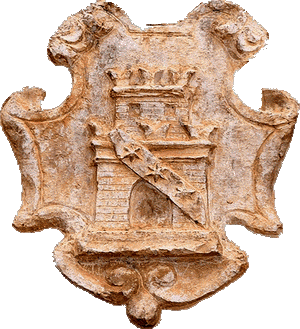
Stemma originario del Sesto di Forcamelone, scolpito in pietra.
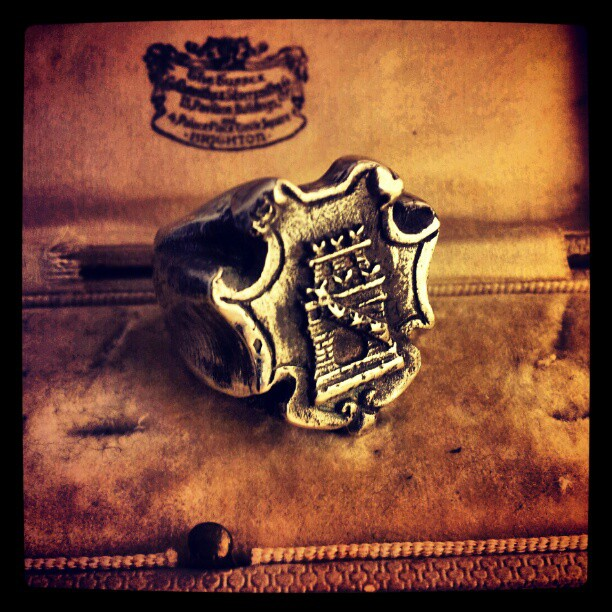
Anello del Priore
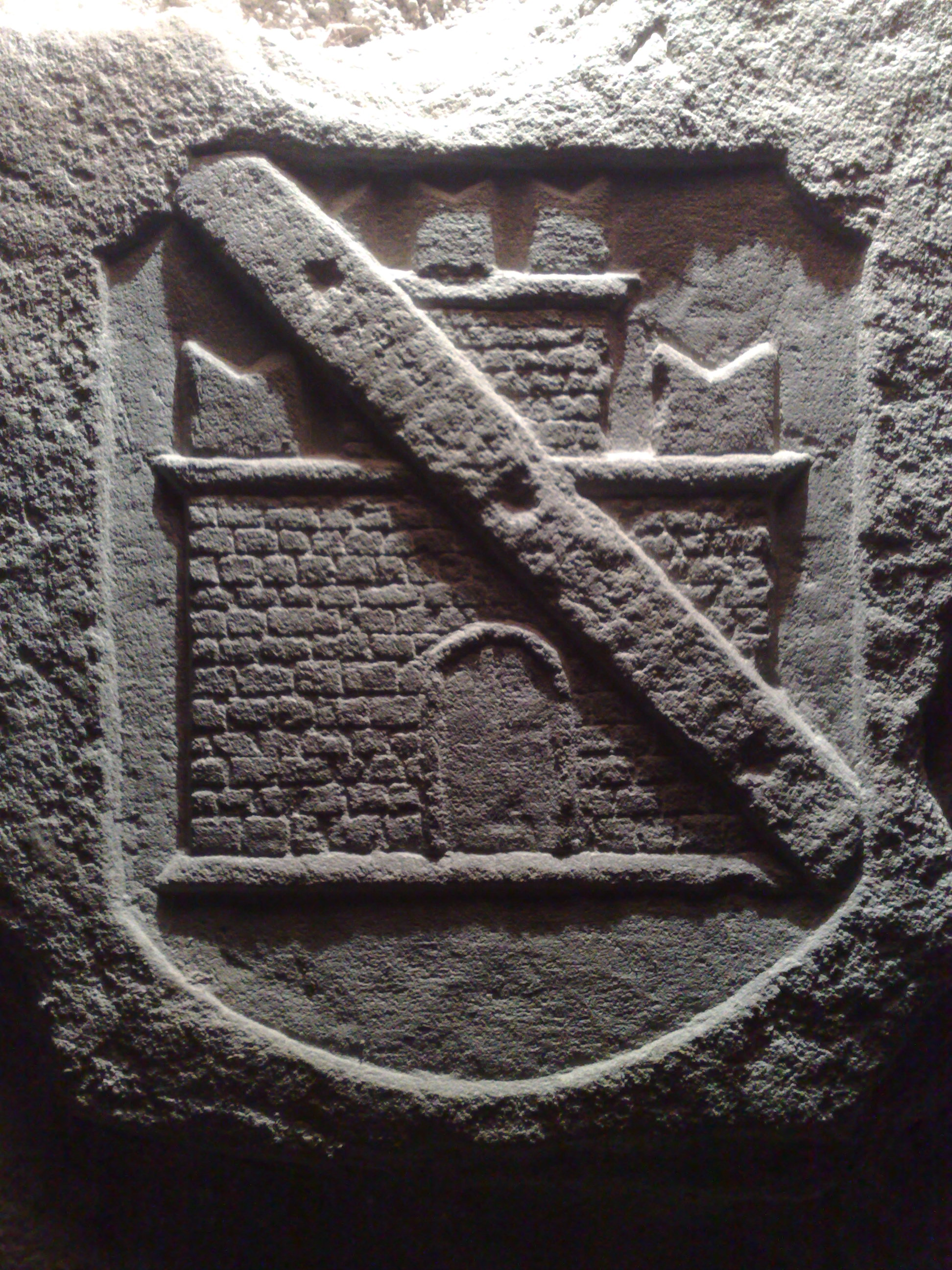
Stemma scolpito su pietra, in taverna

## Albo d'oro vincitori del Palio del Velluto di Leonessa (RI)
- 1997 - Sesto di Poggio
- 1998 - Sesto di Croce
- 1999 - Sesto di Forcamelone
- 2000 - Sesto di Forcamelone
- 2001 - Sesto di Corno
- 2002 - Sesto di Forcamelone
- 2003 - Sesto di Terzone
- 2004 - Sesto di Torre
- 2005 - Sesto di Terzone
- 2006 - Sesto di Forcamelone
- 2007 - Sesto di Corno
- 2008 - Sesto di Forcamelone
- 2009 - Sesto di Forcamelone (non assegnato per sanzione Ente Palio)
- 2010 - Sesto di Corno
- 2011 - Sesto di Corno
- 2012 - Sesto di Forcamelone
- 2013 - Sesto di Corno
- 2014 - Sesto di Forcamelone
- 2015 - Sesto di Forcamelone
- 2016 - Sesto di Corno
- 2017 - Sesto di Croce
- 2018 - Sesto di Corno
- 2019 - Sesto di Forcamelone
- 2020 - Palio non disputato causa COVID19
- 2021 - Palio non disputato causa COVID19
- 2022 - Sesto di Poggio
- 2023 - Sesto di Terzone
- 2024 - Sesto di Forcamelone

## Classifica per vittorie
- 11 Sesto di Forcamelone
- 7  Sesto di Corno
- 3  Sesto di Terzone
- 2  Sesto di Poggio
- 2  Sesto di Croce
- 1  Sesto di Torre